# 义宁镇
义宁镇，是中华人民共和国江西省九江市修水县下辖的一个乡镇级行政单位。
义宁镇位于湘、鄂 、赣三省交汇之处，地处东经114°，北纬29°。是江西省修水县府所在地，是修水县政治、经济、文化、科技、信息交流中心。

## 行政区划
义宁镇下辖以下地区：
西摆社区、凤凰社区、万坊社区、衙前社区、卫前社区、百汇社区、宁红社区、红山社区、秋湖里社区、洪坑村、下路源村、良塘村、福湾村、安坪村、南门村、南桥村、宁州工业园社区和宁红公司社区。

## 全国重点文物保护单位
- 陈宝箴、陈三立故居。位于义宁镇竹塅村。